# The Touch of Your Lips
The Touch of Your Lips è un album contenente cover del cantante statunitense Nat King Cole, pubblicato nell'aprile 1961.

## Descrizione
L'album, messo in commercio dalla casa discografica Capitol, prodotto da Lee Gillette e arrangiato da Ralph Carmichael che dirige l'orchestra, comprende esecuzioni di noti standard composti tra gli anni '30 e gli anni '40.

## Tracce
1. The Touch of Your Lips
2. I Remember You
3. Illusion
4. You're Mine, You!
5. Funny
6. Poinciana
7. Sunday, Monday, or Always
8. Not So Long Ago
9. A Nightingale Sang in Berkeley Square
10. Only Forever
11. My Need for You
12. Lights Out